# Lesmone lingea
Lesmone lingea là một loài bướm đêm trong họ Erebidae.